# Carl Heinrich Biber
Carl Heinrich Biber von Bibern (* 4. September 1681 in Salzburg; † 19. November 1749 ebenda) war ein Violinist und Komponist des Spätbarock.

## Leben
Carl Heinrich Biber war das achte der elf Kinder von Heinrich Ignaz Franz Biber und Maria Weiss. Er erhielt seine musikalische Ausbildung unter anderem beim Vater. Im Jahr 1704 machte Biber eine Kunstreise nach Venedig und Rom, damals wichtige Zentren der Musik. Nach seiner Rückkehr trat er im selben Jahr als Violinist in die Salzburger Hofkapelle ein, wurde 1714 Vizekapellmeister und unterrichtete 1726–1744 die Sängerknaben.
Im Jahr 1743 wurde Biber Nachfolger des verstorbenen Hofkapellmeisters Matthias Sigismund Biechteler (um 1668–1743) und war somit Vorgesetzter von Leopold Mozart. 1746 wurde er in den Rang eines Truchsess erhoben. Er gehörte zu einer Komponistengeneration, die den stilistischen Umbruch zwischen der alten, dem spätbarocken Stilideal verpflichteten Generation und dem Rokoko vertritt.
Kajetan Biber, vermutlich ein Sohn Carl Heinrich Bibers, war ab 1756 Violinist am Salzburger Hof, er wurde 1787 im Salzburgischen Hofkalender als Violinist und Antekammera-Kammerdiener erwähnt.

## Werk
Sein im Salzburger Domarchiv überliefertes Schaffen umfasst 20 Messen, 17 Litaneien und Vespern, 14 Offertorien, 3 Magnificat, 3 Te Deen, 8 Regina coeli, 3 Miserere und andere liturgische Werke. Bibers einzig bekannte Instrumentalwerke sind seine 31 Kirchensonaten. Letztere sind in der Regel Streichersonaten mit Orgelbegleitung (eine davon mit Violino piccolo), selten kommen darin Blech- oder Holzblasinstrumente vor. Die Werke des Vielschreibers Biber konnten die Qualität der Musik des genialen Vaters jedoch nicht erreichen.